# Pseudorthocladius barbatus
Pseudorthocladius barbatus är en tvåvingeart som beskrevs av Makarchenko 2006. Pseudorthocladius barbatus ingår i släktet Pseudorthocladius och familjen fjädermyggor. Inga underarter finns listade i Catalogue of Life.